# علی محمد جیدی
علی محمد جیدی (سومالیایی: [Cali Maxamed Geedi] Error: {{Lang}}: متن دارای نشانه‌گذاری ایتالیک است (راهنما)؛ زاده ۱۹۵۱) یک سیاست‌مدار اهل سومالی است.